# ウィリアム・ライト (植物学者)

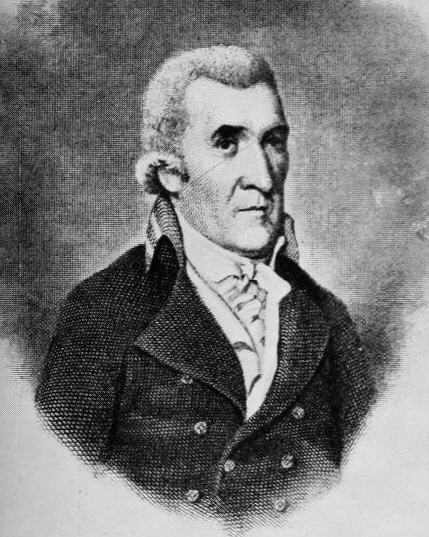
ウィリアム・ライト

ウィリアム・ライト（William Wright FRS FRSE FRCPE FLS FSA Scot MWS、1735年3月 - 1819年9月19日）は、スコットランドの医師、植物学者である。ジャマイカの動植物を収集した。

## 略歴
パリーシャー州クリフで生まれた。エディンバラ大学で医学を学び、セント・アンドルーズ大学で医学の学位を得た。1760年から海軍の軍医を務めた。
1764年にジャマイカのキングストンの医師の助手となり、ジャマイカには1777年まで滞在した。1779年に再びイギリス海軍に入隊するがフランス軍の捕虜となった。1785年にエディンバラに戻った後、1796年から1798年にラルフ・アバークロンビー将軍のカリブの島の侵攻に参加した。
1778年には王立協会フェローに選ばれ、ロンドン・リンネ協会、ウェルネリアン自然史協会など多くの学会の会員となった。エディンバラ王立科医師会（Royal College of Physicians of Edinburgh）の会長に1801年になった。
医学に関する多くの論文を発表し、ジャマイカでのコレクションは博物学の研究に重要な貢献をした。750以上の植物の記載を行った。
キョウチクトウ科の植物の属名、Wrightia や ヤシ科の植物の属名、Wrightea（Wallichiaのシノニム）に献名された。